# دسمان
دسمان یک منطقهٔ مسکونی در کویت است که در استان عاصمه واقع شده‌است. دسمان ۲٬۰۲۰ نفر جمعیت دارد.